# التسارع الرباعي
التسارع الرباعي في نظرية النسبية متجه رباعي مماثل لالتسارع الفيزيائي الأصلي. وللتسارع الرباعي تطبيقات في مجالات مثل إبطال البروتونات المضادة ورنين الجسيمات الغريبة وإشعاع الشحنة المتسارعة.